# Arri Àper
Arri Àper (en llatí: Arrius Aper) fou un prefecte del pretori de Roma, gendre de l'emperador Numerià. Va assassinar l'emperador quan l'exèrcit romà estava de retirada de Pèrsia cap a l'Hel·lespont. Va amagar la mort de l'emperador i va dictar les ordres en nom seu per fer seguir els soldats, fins que aquests van entrar a la tenda imperial i van descobrir la veritat quan ja havien arribat a l'Hel·lespont. Els soldats van proclamar llavors emperador Dioclecià (284), que va condemnar Àper a mort i el va matar personalment seguint la profecia que li havia dit una druida: «seràs emperador quan hauràs mort Àper».